# المجلس الوطني لإنقاذ العراق
مجلس عشائر العراق أو مجلس صحوة الأنبار أو مجالس الصحوة هو تجمع كبير لعشائر عراقية اسس في الاساس المجلس من العشائر العربية من اجل مقاتلة المليشيات ولكن تصادم المجلس العشائر مع تنظيم القاعدة فخلال أشهر قليلة استطاع مجلس العشائر طرد القاعدة والسيطرة وأعادة الهدوء والسلام إلى عموم الأنبار وجانبا كبيرا من غرب بغداد المسمى بجانب الكرخ، يضم المجلس عشائر سنية وشيعة ويقدر عدد إفراد مجلس العشائر العراق بحدود 70 الف رجل، ويتواجدون في كل من الأنبار وبغداد وبابل وتكريت وديالى.